# ميجا إف إم
ميجا إف إم (بالإنجليزية: Mega FM)‏ هي إذاعة مصرية انطلق البث التجريبي لها في يوم 24 يوليو 2010 على تردد 92.7 ضمن باقة إذاعات شبكة راديو النيل التي كان يرأسها في ذلك الوقت الإذاعي طارق أبو السعود
في يوم 24 يوليو 2010 انطلق البث التجريبي لكل من إذاعة ميجا إف إم على تردد 92.7 وإذاعة راديو هيتس على تردد 88.2 ضمن باقة إذاعات شبكة راديو النيل التي يرأسها الإذاعي طارق أبو السعود . إذاعة ميجا إف إم هي إذاعة تخاطب شريحة الكبار وتقدم الأغانى والمواد التي تناسب مراحلهم العمرية. وتنتمي القناة لـ شبكة راديو النيل

## المحطات التابعة
- نغم إف إم
- شعبي إف إم
- راديو هيتس